# Natasha Asghar
Natasha Asghar és una política del Partit Conservador Gal·lès que representa el Sud de Gal·les Est al Parlament gal·lès des de les eleccions al parlament de 2021. El seu pare Mohammad Asghar va representar la mateixa circumscripció fins a la seva mort el 2020. És la primera dona de minoria ètnica al Senedd. Va ser nomenada com una de les 100 Women de la BBC el 2021.

## Carrera política
Asghar va ser nomenat ministra a l'ombra del conservador gal·lès per a Transports i Tecnologia i va treballar per veure la creació d'una targeta de viatge per a tot Gal·les similar a l'Oyster card a Londres.
Asghar es va presentar com a candidata de Plaid Cymru a les eleccions a l'Assemblea Nacional de Gal·les de 2007 a Blaenau Gwent i a l'escó de Gal·les a les eleccions europees de 2009 abans d'unir-se al partit conservador el 8 de desembre de 2009 al mateix temps que el seu pare. Ella es va presentar sense èxit a Torfaen a les eleccions a l'Assemblea Nacional de Gal·les de 2011.
Asghar no va tenir èxit en la seva candidatura a l'escó de la Cambra dels Comuns de Newport East el 2015 i el 2017.
El maig de 2021, Asghar va ser destacada com una de les "5 Forces For Change" al British Vogue. Des que va ser escollida, Natasha ha fet entrevistes per a la BBC, ITV, The South Wales Argus, The National, The Caerphilly Observer, la revista gal·lesa Golwg i ha aparegut a Sharp End.
Va ser nomenada com una de les 100 dones de la BBC el desembre de 2021.

## Vida personal
És filla del difunt membre de l'assemblea conservadora Mohammad Asghar.

## Educació
Asghar és llicenciada en política i política social i té un màster en política i mitjans de comunicació britànics contemporanis per la Universitat de Londres.